# Southernplayalisticadillacmuzik
Southernplayalisticadillacmuzik er debutalbummet fra den amerikanske hip hop-duo OutKast fra 1994.

## Numre
- Alle numre er produceret af Organized Noize

| #   | Titel                                    | Længde |
| --- | ---------------------------------------- | ------ |
| 1.  | "Peaches (Intro)"                        | 0:51   |
| 2.  | "Myintrotoletuknow"                      | 2:40   |
| 3.  | "Ain't No Thang"                         | 5:39   |
| 4.  | "Welcome to Atlanta (Interlude)"         | 0:58   |
| 5.  | "Southernplayalisticadillacmuzik"        | 5:18   |
| 6.  | "Call of da Wild" (featuring Goodie Mob) | 6:06   |
| 7.  | "Player's Ball"                          | 4:21   |
| 8.  | "Claimin' True"                          | 4:43   |
| 9.  | "Club Donkey Ass (Interlude)"            | 0:25   |
| 10. | "Funky Ride"                             | 6:31   |
| 11. | "Flim Flam (Interlude)"                  | 1:15   |
| 12. | "Git Up, Git Out" (featuring Goodie Mob) | 7:27   |
| 13. | "True Dat (Interlude)"                   | 1:16   |
| 14. | "Crumblin' Erb"                          | 5:10   |
| 15. | "Hootie Hoo"                             | 3:59   |
| 16. | "D.E.E.P."                               | 5:31   |
| 17. | "Player's Ball (Reprise)"                | 2:20   |